# Schaduwmacht
Schaduwmacht is een benaming voor groepen of organisaties die achter de schermen politieke besluitvorming beïnvloeden. Dit kan bijvoorbeeld gaan om ambtelijke beslissingen, media-aandacht, en lobby-activiteiten.

## Horizontale machtenscheiding
Het door de 18e-eeuwse filosoof Montesquieu bedachte systeem van de Trias politica houdt in dat de macht binnen een staat over drie gescheiden machten verdeeld moet zijn:
- Eerste macht - de wetgevende macht (in Nederland zijn dat de Staten-Generaal (Eerste en Tweede Kamer) en regering[1]
- Tweede macht - de uitvoerende macht (de regering, in Nederland zijn dat de koning en de ministers)
- Derde macht - de rechterlijke macht (de rechters, in Nederland o.a. de Raad van State, voorgezeten door de Koning)

Ook een vierde, vijfde en zesde macht worden wel benoemd, waarbij de ambtelijke macht (bureaucratie) in Nederland in navolging van René Crince le Roy, de eerste hoogleraar bestuurskunde, als 'vierde macht' wordt gezien en de andere posities respectievelijk aan de media, adviesbureaus en lobbygroepen worden gegeven. In Engeland en Amerika wordt met 'The Fourth Branch of Government' of 'The Fourth Estate' doorgaans de pers aangeduid, maar er zijn ook andere instanties die als 'vierde macht' worden benoemd na de Trias Politica. Zo is het bij wet onmogelijk om strafrechtelijke aangifte tegen een bedrijf te doen. Bedrijven mogen dit andersom wel.

### Vierde macht (ambtenaren)
Ambtelijke macht is een afgeleide van de macht van de regering. In een strikte scheiding tussen politiek en ambtenarij nemen politieke besluitvormers beslissingen die door ambtenaren loyaal worden uitgevoerd. Toch wordt ambtenarij of bureaucratie als zelfstandige macht onderkend omdat ze in de praktijk de beslissingen van de uitvoerende macht uitvoeren en interpreteren. In plaats van de strikte scheiding tussen uitvoerende bevoegdheden en verantwoordelijkheden bij de bestuurders ligt de feitelijke macht deels bij ambtenaren die veel uitvoerende bevoegdheden zelfstandig uitvoeren. De ambtenaren zijn ook van groot belang bij het opstellen van nieuwe regels en beleid. Soms wordt gesteld dat de macht van de ambtenaren, met name de topambtenaren groter is dan die van de minister.

### Vijfde macht (de media)
Zowel de uitvoerende macht als de wetgevende macht zijn afhankelijk van de pers om zichzelf, hun werk en hun belangen aan het volk mede te delen en uit te leggen. De relatie met de pers en de wijze waarop politici en hun partijen 'overkomen' is een van de belangrijkste factoren voor hun succes. Daarnaast vervult de journalistiek een belangrijke controlerende functie van de macht, doordat zij rapporteert wat de verschillende machten doen en wat de effecten van deze beslissingen zijn. Belangrijk daarbij is dat, volgens journalistieke codes, journalisten het nieuws zo objectief en feitelijk mogelijk verslaan, gescheiden van meningen. Tegelijk zijn ze door selectie, interpretatie en duiding van het nieuws ook een bepalende factor in de beeldvorming. Bovendien is er in media, meer dan vroeger, ruimte voor meningen, in de vorm van interviews, reacties, columns, en talkshows met 'opiniemakers'.
Haar rol als communicatiekanaal geeft de pers dus een machtige sluisfunctie, waardoor men ze soms aanduidt als de vijfde macht.

### Zesde macht (externe adviesbureaus)
Het Nederlandse maakbaarheidsdenken van de jaren zeventig werd tien jaar later ingeruild voor de 'terugtredende overheid'. Het idee dat de overheid zich moest beperken tot kerntaken leidde tot privatisering en verzelfstandiging. Steeds meer taken werden buiten het beheer van de overheid geplaatst. Ook voorbereiding en onderzoek werden steeds vaker uitbesteed aan externe partijen. Volgens de bestuurskundigen Rosenthal en De Vries leidt dit tot 'de metafoor van de lege staat': een te grote uitbestedingstrend zou er toe leiden dat overheidsorganen verworden tot uitvoeringsorganisaties die afhankelijk zijn van externe kennis, omdat ze die zelf niet meer in huis hebben. 
In 1975 constateerde de Wetenschappelijke Raad voor het Regeringsbeleid (WRR) een onstuimige groei van het aantal beleidsvoorbereidende organen en een gebrekkig inzicht in de samenhang van deze organen. Geconstateerd werd dat voor- en nadelen van interne en externe beleidsvoorbereiding incidenteel worden afgewogen en dat algemene criteria voor een keuze ontbreken.
In 1994 onderzocht het ministerie van Financiën inhuur van externe adviseurs en in 1997 werd door het ministerie van Binnenlandse Zaken en Koninkrijksrelaties een rijksbreed onderzoek uitgevoerd. In 1998 werd op aandringen van Thom de Graaf (D66) in het regeerakkoord een bezuinigingsdoelstelling van vijf procent op de kosten van externe bureaus opgenomen. 
Beleidsonderzoek wordt door een aantal bureaus en instituten uitgevoerd op een deelmarkt van de zakelijke dienstverlening. Vanuit universiteiten was er kritiek op vercommercialisering van het 'toegepaste' onderzoek, verder groeide zorg over toenemende invloed van een 'zesde macht' van externe adviseurs en onderzoekers, die zich zou onttrekken aan democratische controle. Externe adviseurs als zesde macht in de politiek werd voor het eerst benoemd door Paul Rosenmöller, tijdens de uitreiking van de Machiavelli-prijs in 1999. In 2005 deed D66-minister Pechtold van Bestuurlijke Vernieuwing en Koninkrijksrelaties het voorstel dat ministers niet meer op eigen houtje een adviescommissie kunnen instellen. 